# Michel Danican Philidor I
Michel Danican Philidor I fou un músic francès, nascut vers 1580 i mort vers 1651.

## Biografia
Fou el primer dels Danican coneguts, fundador d'un llinatge francès que provenia probablement d'Escòcia, on el seu cognom original hauria estat Duncan, posteriorment afrancesat a D'Anican o Danican. La seva ocupació principal era la d'oboista, tot i que és probable que formés part de l'exèrcit reial que s'havia instal·lat al Delfinat durant les guerres contra la Savoia, sota el mariscal de Lesdiguières.
Hi ha dues possibles explicacions al malnom de Philidor. Segons la primera, provindria de la manera d'anomenar els vells bards irlandesos, els filidh; l'altra, més probable si es dona crèdit a la tradició documentada per Jean-Benjamin de Laborde, seria deguda al rei Lluís XIII qui, recordant un oboista italià que havia admirat, anomenat Filidoro, hauria posat a Michel I el malnom de Filidor (posteriorment escrit com a Philidor) tot dient: « He trobat un segon Filidoro ! ». Suposadament en aquell moment el monarca l'hauria nomenat músic membre de la seva Cambra.